# Theux
Theux ist eine Gemeinde in der Provinz Lüttich, Verwaltungsbezirk Verviers, Belgien. Sie liegt im Tal der Hoëgne, die im Hohen Venn als Polleur-Bach entspringt. 12.052 Einwohner (Stand: 1. Januar 2024) leben hier auf einer Fläche von 83,36 km².

## Beschreibung
Bei der Gemeindefusion von 1977 wurden die Gemeinden La Reid und Polleur eingemeindet. Zu den zusammengeschlossenen Orten gehören die Dörfer und Weiler Becco, Bronromme, Desnié, Fays, Hestroumont, Hodbomont, Jehanster, Jehoster, Jevoumont, Juslenville, Juslenville-Petite, La Reid, Marché, Mont, Oneux, Polleur, Pouillou-Fourneau, Raborive-Tancrémont, Rondehaie, Sasserotte, Sassor, Spixhe, Vert-Buisson, Vieux Cortil
Heute gibt sich Theux als wallonische Hauptstadt der Flusskrebse, hierzu gibt es eine kleine Ausstellung in der Gemeindebibliothek. Sehenswert ist die Burg Franchimont, deren Anfänge auf das Mittelalter zurückgehen.
Der Bahnhof der Stadt liegt an der Bahnstrecke Pepinster–Spa-Géronstère.
In den Ortsteilen Juslenville und Franchimont gibt es weitere Haltepunkte.
Stand: 10. Dezember 2023
| Linie | Verlauf                                                                               | Takt Mo–Fr | Takt Sa, So |
| ----- | ------------------------------------------------------------------------------------- | ---------- | ----------- |
| L 09  | Spa-Géronstère – Spa – Franchimont – Theux – Juslenville – Pepinster-Cite – Pepinster | 60 min     | 60 min      |

## Geschichte
Im Jahr 814 wurde Theux zum ersten Mal urkundlich erwähnt. In diesem Jahr bestätigte Kaiser Ludwig der Fromme der Reichsabtei Stablo-Malmedy den Zehnten in einigen Fiskalgütern, darunter auch in „Tectis“ (Regesta Imperii I, 545). Aus dem Fiskalgut muss ein Königshof geworden sein, weil Ludwig der Fromme 820 und 827 gleich zweimal hier in „Tectis pal(atio) r(egio)“ Urkunden ausfertigen ließ, was eine Residenz mit einer Schreibstube und Wohnmöglichkeiten voraussetzte (Reg.Imp. I, 721 + 841). Im Jahr 898 schenkte König Zwentibold dem Bischof Franco von Lüttich hier die königliche „villa“, die er „Teiz“ nannte, während im Jahr 908 König Ludwig (das Kind) der Lütticher Kirche hier einen „fiscus“ bestätigte (Reg.Imp. I., 1979 + 2048). 1070 wurde Theux auch in einer Urkunde König Heinrichs IV. für das Bistum Lüttich „Tectis“ genannt (Reg.Imp. III., 551). Theux erscheint auch in Urkunden Lothars II. (855), Arnulfs von Kärnten (888), Karls III. des Einfältigen (915) und Heinrichs I. (930) und gehört damit zu den am meisten beurkundeten historischen Stätten Belgiens im frühen Mittelalter.
Das Stadtrecht erhielt Theux im Jahr 1456.

## Sehenswürdigkeiten
- Die Place du Perron (Justizhoheitssymbol im früheren Hochstift Lüttich) mit dem Rathaus und dem Altstadtkern.
- Romanische Hallenkirche Saints-Hermès-et-Alexandre (10. oder 11. Jahrhundert) mit dem Wehrturm aus dem 13. Jahrhundert, einer Kassettendecke von 1630 und dem alten Friedhof.[2]
- Die Burg Franchimont.
- Die Kirche Saint-Jacques de Polleur mit dem von links nach rechts gedrehten Glockenturm.

## Persönlichkeiten
- Xavier Neujean (1840–1914), belgischer Jurist und Minister
- Eugen Rittweger de Moor (1921–1984), belgischer Diplomat
- Pascal-Joseph Taskin I (1723–1793), französischer Cembalobauer
- Pascal-Joseph Taskin II (1750–1829), französischer Cembalo- und Hammerklavierbauer (Neffe von Pascal-Joseph Taskin I)

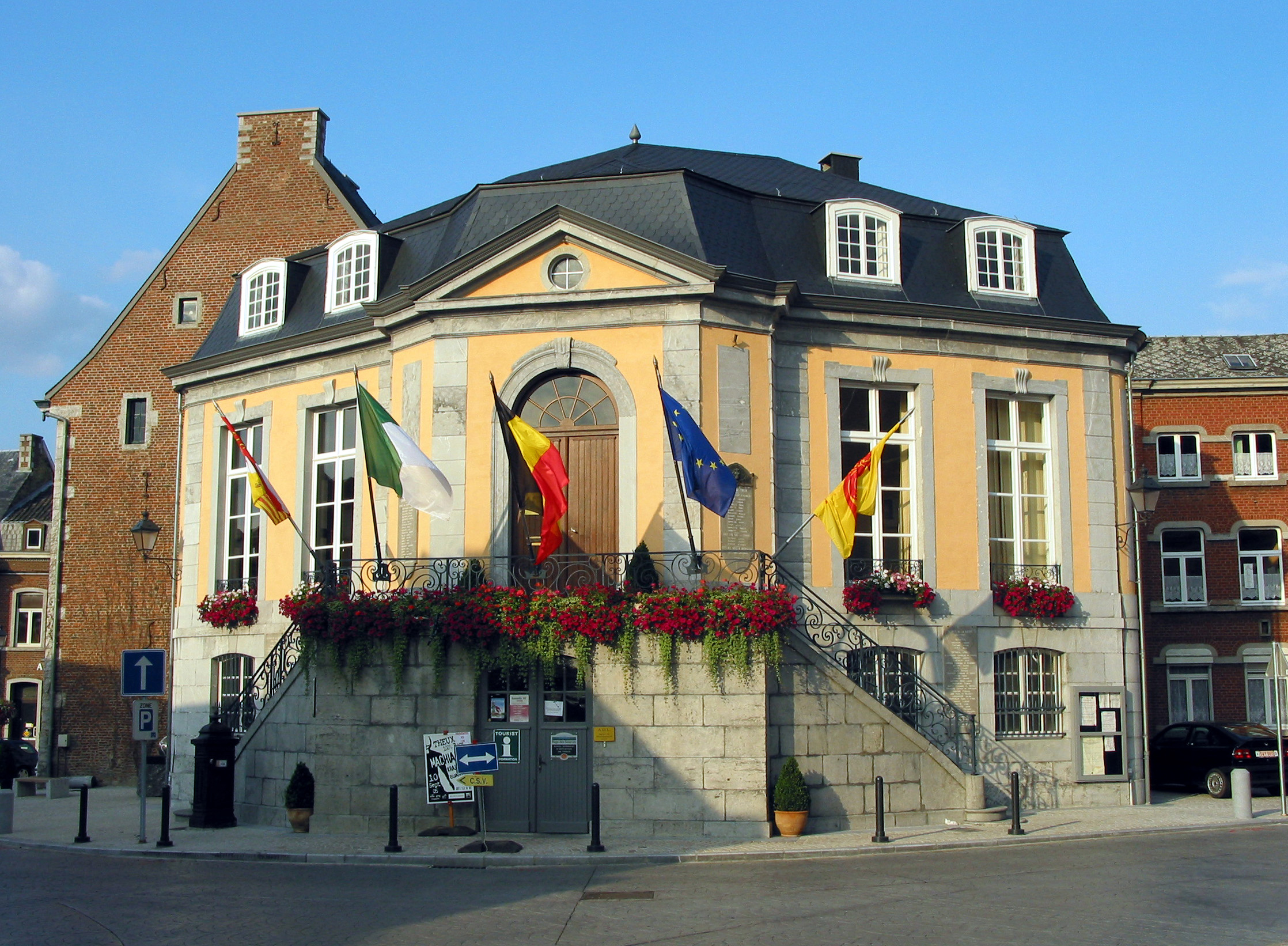
Rathaus von 1770
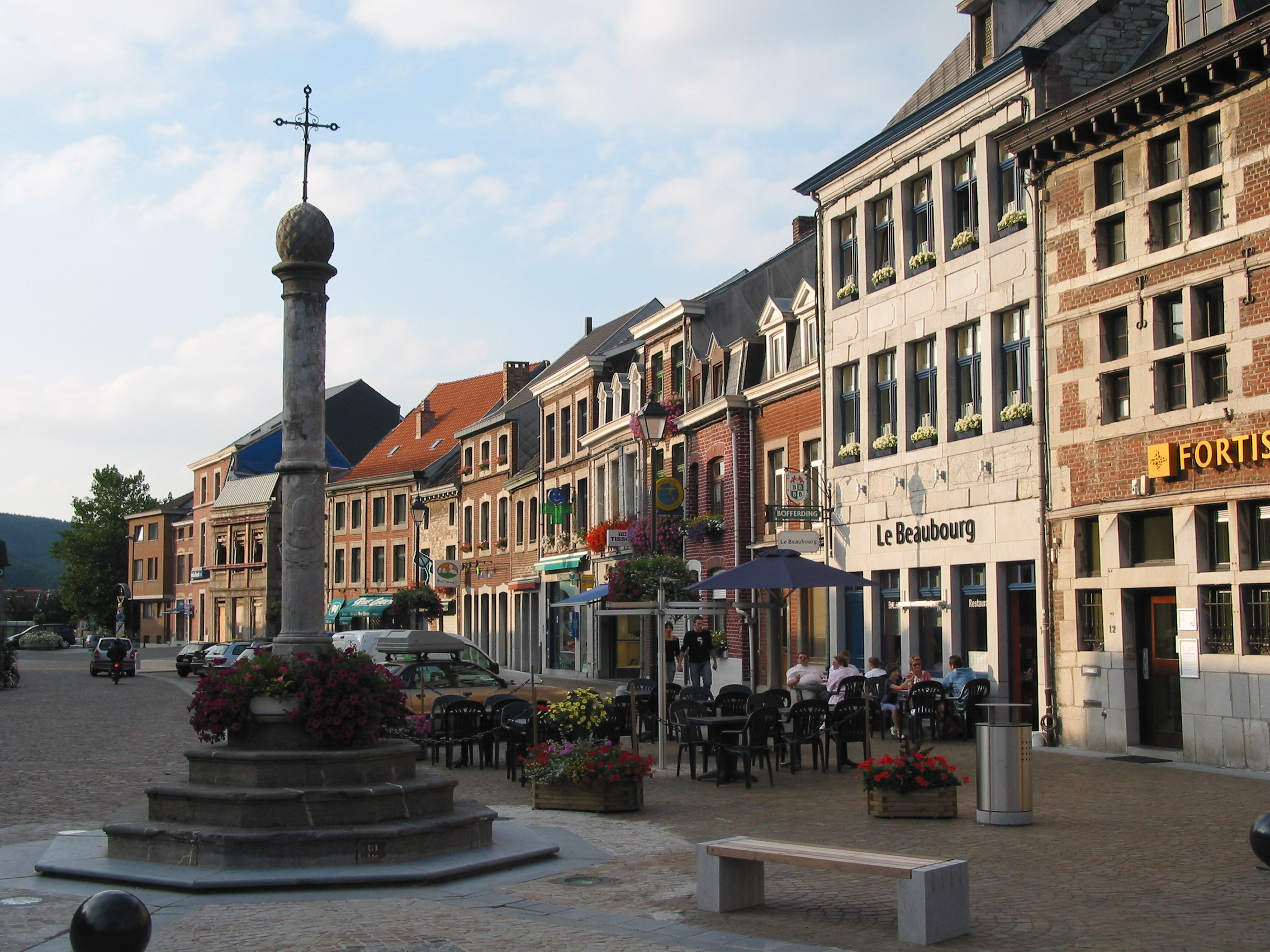
Der historische Marktplatz
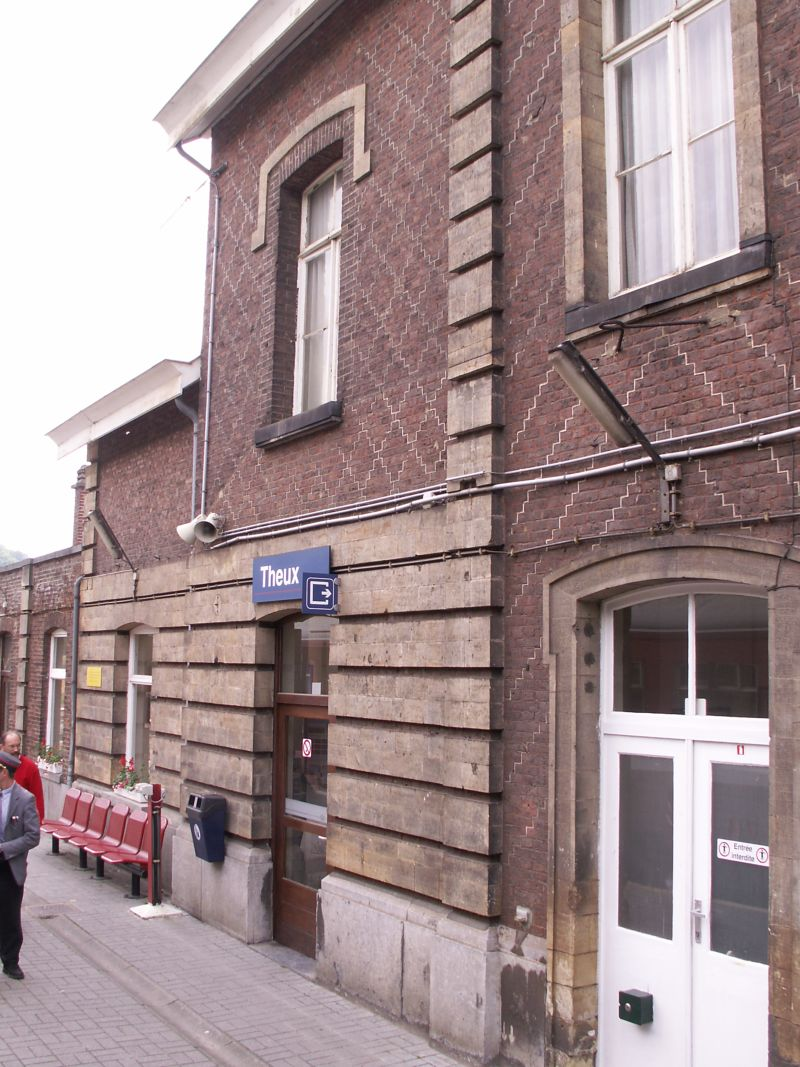
Bahnhof
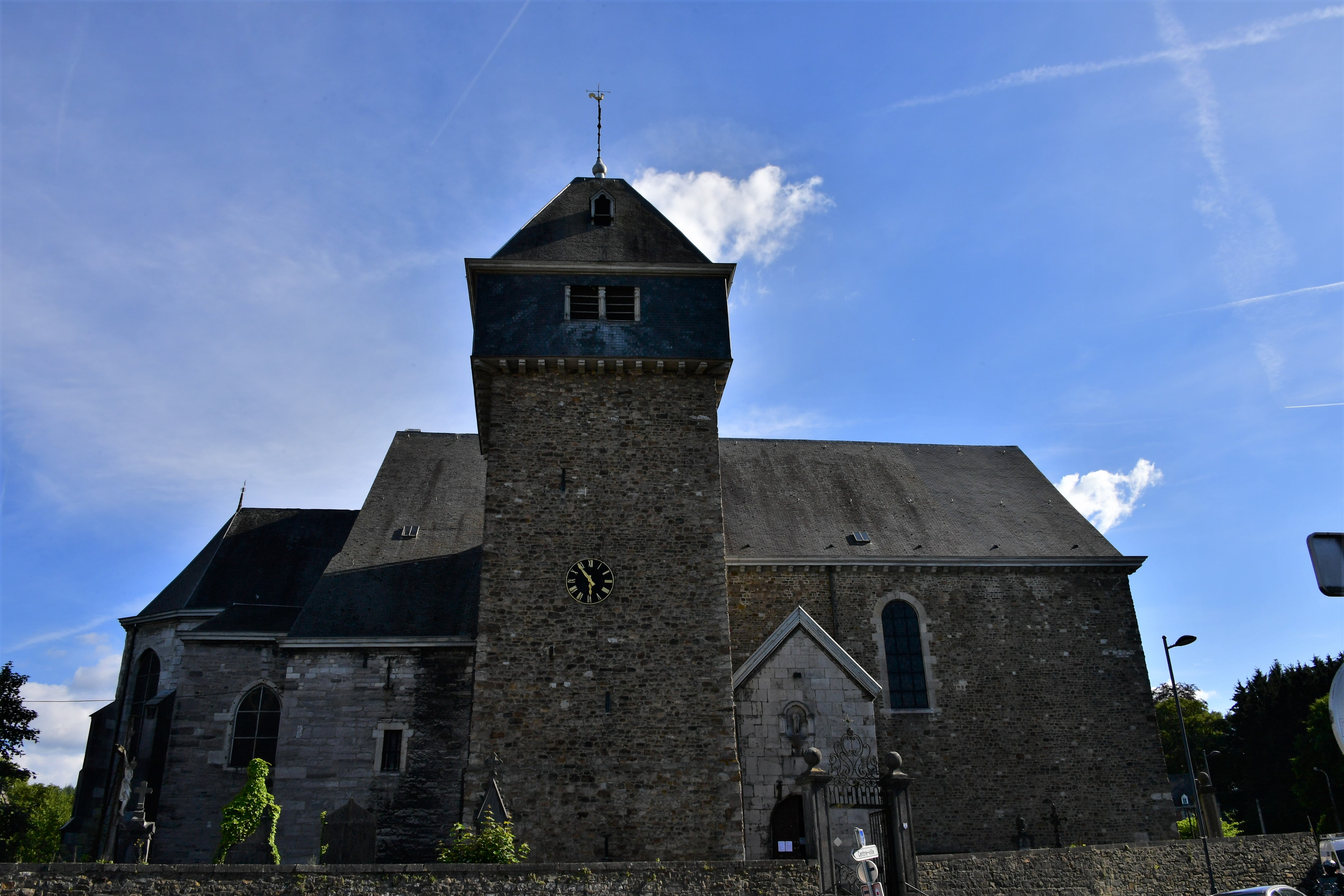
Église Saints-Hermès-et-Alexandre
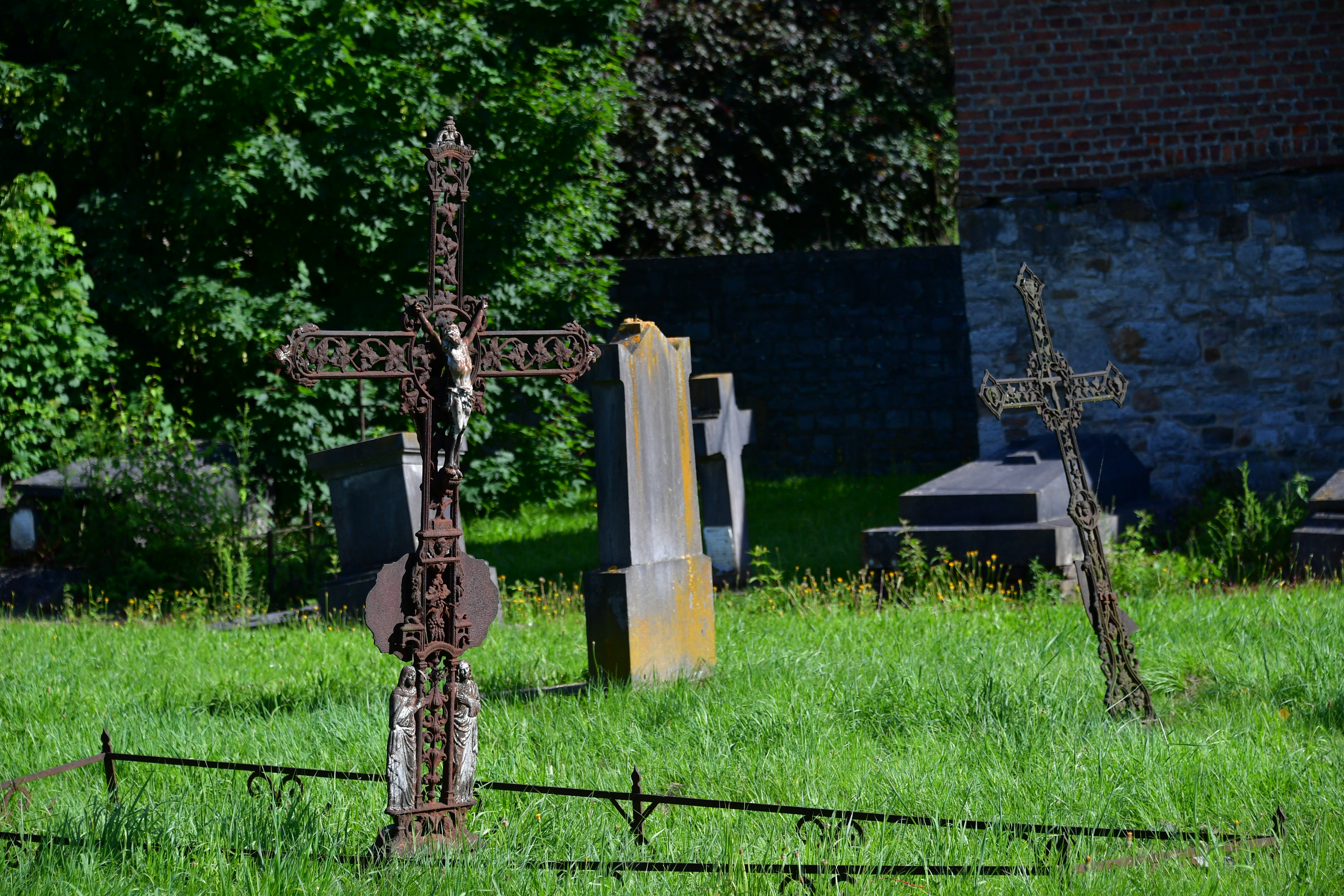
Alter Friedhof